# Oberea bicoloripennis
Oberea bicoloripennis är en skalbaggsart som beskrevs av Stefan von Breuning 1950. Oberea bicoloripennis ingår i släktet Oberea och familjen långhorningar. Inga underarter finns listade i Catalogue of Life.